# 察隅蹄盖蕨
察隅蹄盖蕨（学名：Athyrium zayuense）为蹄盖蕨科蹄盖蕨属下的一个种。

## 扩展阅读
- 維基物種上的相關：察隅蹄盖蕨